# Love in the Big City
Pour plus de détails, voir Fiche technique et Distribution.
Love in the Big City (hangeul : 대도시의 사랑법 ; hanja : 大都市의 사랑法 ; RR : Daedosiui salangbeob ; MR : Taedosiŭi sarangpŏp ; litt. « l'amour dans la grande ville ») est un film sud-coréen réalisé par E.oni et sorti en 2024.
Il s'agit de l'adaptation de la nouvelle sud-coréenne Jae-hee (재희) du recueil de nouvelles S'aimer dans la grande ville de Sang Young Park, nommé pour le prix international Booker, l'un des trois plus grands prix littéraires au monde.
Il est présenté en avant-première mondiale au Festival international du film de Toronto 2024.

## Synopsis
Jae-hee, jeune femme qui ne fait pas aux autres, et Heung-soo, jeune homme très discret, partagent leur appartement, menant une belle vie et une méthode d'amour qui ne leur appartient rien qu'à eux.

## Fiche technique
Sauf indication contraire ou complémentaire, les informations mentionnées dans cette section peuvent être confirmées par la base de données de KMDb
- Titre original : 대도시의 사랑법
- Titre anglophone : Love in the Big City
- Réalisation : E.oni
- Scénario : Kim Na-deul, d'après la nouvelle Jae-hee (재희) du recueil de nouvelles S'aimer dans la grande ville de Sang Young Park (en)
- Musique : Primary
- Décors : Lee Nae-kyeong
- Costumes : Kim Jeong-won
- Photographie : Kim Hyeong-joo
- Son : Jeong Ji-young
- Montage : Kim Seon-min et Lee Hyeon-mi
- Production : Kim Hye-seong et Park Joon-sik
- Sociétés de production : Tale Farming et Showbox, en coproduction avec Plus M Entertainment
- Société de distribution : Plus M Entertainment
- Budget : 5,3 milliards de wons[4]
- Pays de production :  Corée du Sud
- Langue originale : coréen
- Format : couleur — 1,85:1
- Genre : comédie dramatique, romance
- Durée : 118 minutes
- Dates de sortie :
  - Canada : 13 septembre 2024 (Festival international du film de Toronto)
  - Corée du Sud : 1er octobre 2024

## Distribution
- Kim Go-eun : Jae-hee[2]
- Noh Sang-hyun (en) : Heung-soo[2]
- Jung Hwi (ko) : Soo-ho
- Oh Dong-min (ko) : Ji-seok
- Lee Sang-yi (en) : Min-joon
- Kwak Dong-yeon : Jeon-soo
- Joo Jong-hyuk (en) : Ta-too
- Lee You-jin (en) : Seon-woo
- Jang Hye-jin : la mère de Heung-soo
- Salim Benoit : Olivier
- Choi Yu-hwa (en) : Yeo-jin

## Production

### Développement
Le 15 juin 2022, lors de l'évènement du Showbox Media Day « Fun for Tomorrow » à Séoul, Kim Do-soo, PDG de la société sud-coréenne Showbox, a révélé l'un des projets d'adaptation cinématographique : la nouvelle Jae-hee (재희), tiré du roman à succès S'aimer dans la grande ville (대도시의 사랑법) de Sang Young Park, nommé pour le prix international Booker, ce qui a attiré l'attention des lecteurs dans le monde entier, est confiée à la réalisatrice, Lee Eon-hee. Cette dernière a rencontré l'écrivain, en décembre 2019, pour discuter sur l'adaptation de sa nouvelle, puis a commencé le développement à partir de l'année suivante avec beaucoup de difficultés en raison de la pandémie de Covid-19.

« Je me suis intéressé au personnage de Jae-hee. J'étais avide, car c'était un personnage auquel je pouvais m'identifier dans le contexte général. J'ai pris beaucoup de plaisir à travailler sur le scénario. J'ai essayé de l'adapter sans compromettre les intentions de l'auteur original, Park Sang-young, et j'ai reçu des retours tout au long de sa création. »

— E.oni
Ce mélodrame est produit par Showbox et Tale Farming. Le coût de la production est estimé à 5,3 milliards de wons.

### Attribution des rôles
|  |

À la mi-juillet 2023, Kim Go-eun et Noh Sang-hyun (en) sont confirmés pour incarner Jae-hee et Heung-soo. La recherche d'un acteur pour le rôle de Heung-soo s'est avérée difficile pendant plus d'un an, en proportion des scènes d'amour homosexuel :

« À l'époque, j'ai contacté l'acteur Noh Sang-hyun après avoir vu Pachinko. Le jour où j'ai rencontré l'acteur, Noh Sang-hyun, je l'ai poursuivi jusqu'aux toilettes et l'ai supplié : « Tu dois le faire. » (Rires) J'étais vraiment contente qu'il ait accepté de le faire. En plus, l'actrice Kim Go-eun a attendu un an pour ce projet. Je lui en suis très reconnaissante. »

— E.oni

### Tournage
Le tournage débute le 8 juillet 2023. Il prend fin à la fin de septembre, après deux mois et demi de prises de vues afin de respecter le budget.

## Accueil

### Festival et sorties

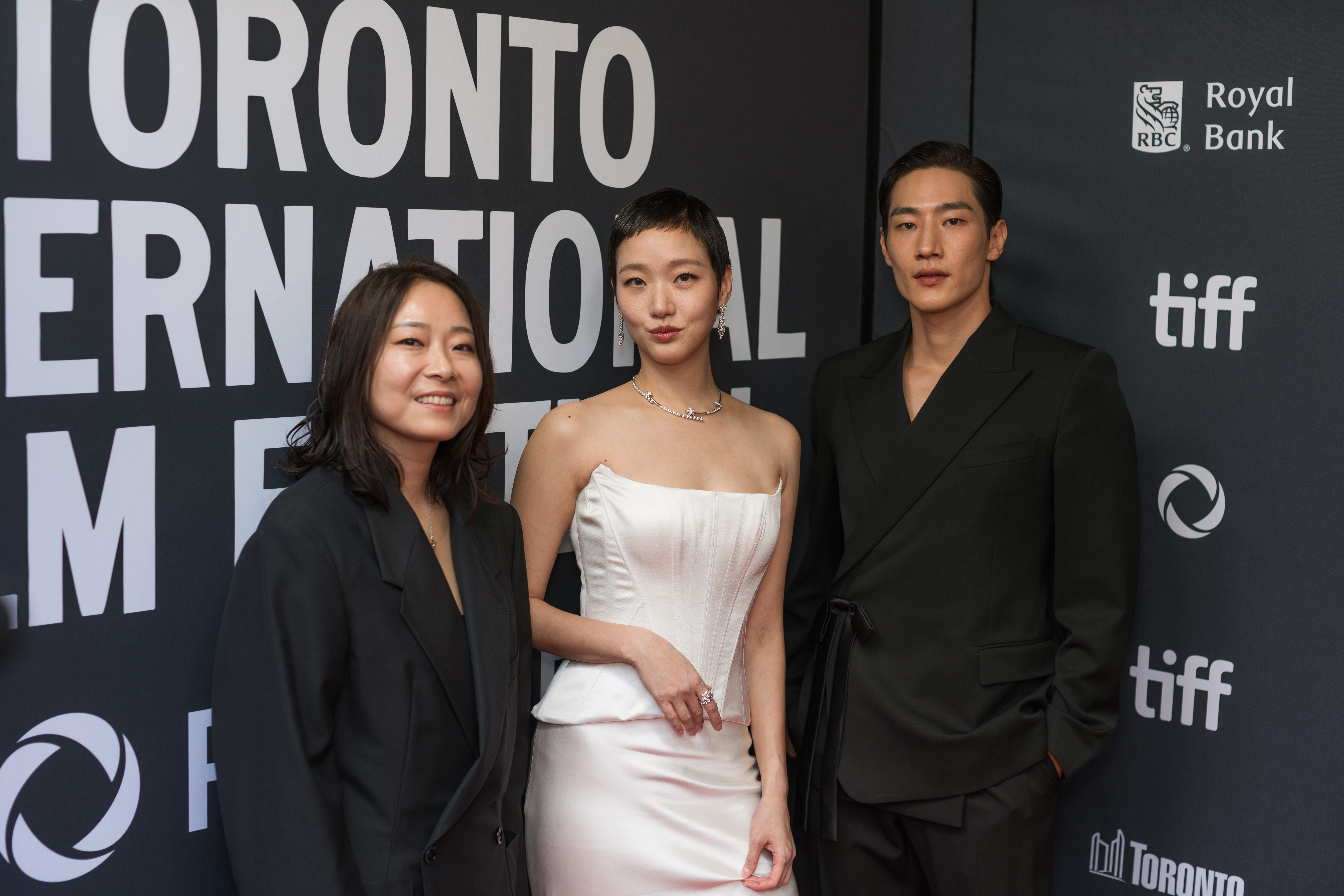
E.oni, Kim Go-eun et Noh Sang-hyun au Festival international du film de Toronto 2024.

Le 23 juillet 2024, Love in the Big City est sélectionné dans la section « Gala Presentations » du Festival international du film de Toronto. À la mi-août 2024, la première affiche et la bande-annonce sont officiellement dévoilées. Il y est projeté dans la nuit du 13 septembre 2024 au théâtre royal Alexandra, où ont afflué acclamations et applaudissements à la fin du générique.
D'abord annoncé pour le 2 octobre, la date de sortie est avancée d'un jour en raison de la Journée des forces armées en Corée du Sud.

## Distinctions

### Récompenses
- Blue Dragon Film Awards 2024[12] :
  - Nouvel espoir masculin, Noh Sang-hyun pour le rôle de Heung-soo
  - Meilleur musique pour Primary

### Nominations
- Baeksang Arts Awards 2025[13] :
  - Meilleur film
  - Meilleure réalisatrice, E.oni
  - Meilleure actrice, Kim Go-eun pour le rôle de Jae-hee
  - Nouvel espoir masculin, Noh Sang-hyun pour le rôle de Heung-soo
  - Meilleur d'impact Gucci pour le film

### Sélection
- Festival international du film de Toronto 2024 : compétition officielle, section « Special Presentations »[14]